# Brisingr
Brisingr (titre original : Brisingr) est le troisième tome du cycle de L'Héritage écrit par Christopher Paolini. La couverture est noire et dorée et représente Glaedr, le dragon d’Oromis. Il est sorti le 20 septembre 2008 en anglais, le 12 mars 2009 en France (traduit par Danièle Laruelle) et le 2 avril 2009 au Québec.

## Résumé
Malgré une victoire très difficile sur l'Empire dans les Plaines Brûlantes, les Vardens doivent poursuivre leur résistance contre le tyran Galbatorix et ses armées. Plus que jamais déterminé à délivrer Katrina, Roran, accompagné d'un Eragon encore sous le coup des terribles révélations de Murtagh, se dirige vers Dras-Leona, au cœur même du repaire des Ra'zacs, en Helgrind, où ils trouvent deux Ra'zacs et deux Lethbrakas. Avec certaines difficultés, Eragon et Roran réussissent à tuer tous les Ra'zacs et délivrent Katrina. Eragon découvre également Sloan le boucher dans une cellule adjacente à Katrina. Pour le punir d'avoir révélé à l'Empire tout ce qu'il savait d'Eragon et d'avoir tué un honnête villageois de Carvahall, il envoie le boucher au pays des elfes pour qu'il se repente de ses crimes et lui défend de prendre contact avec sa fille. Pendant ce temps, Saphira ramène Roran et Katrina, qui ne savent rien de la punition de Sloan (Eragon leur mentant en disant qu'il l'avait retrouvé mort), au camp des Vardens. Eragon va poursuivre seul le dernier Ra'zacs dans Helgrind et le tuer. Eragon est alors obligé de revenir à pied, ce qui lui prend quelques jours. Sur le chemin du retour, il croise un mystérieux ermite nommé Tenga et Arya qui partait à sa rencontre. Ils discuteront de leurs devenirs et Arya lui révèle l'existence de son premier amour, Faölin. S'en suivra une rencontre avec des esprits qui en remerciement de la délivrance de leurs compagnons prisonniers dans Durza, donneront naissance à des lys d’or vivant. Une fois rentrés au camp, un détachement d'elfes arrive de la part de la reine des elfes pour protéger Eragon et Saphira. Peu après le retour d'Eragon, Roran lui demande de le marier à Katrina celle-ci étant enceinte. Alors que les préparatifs de mariage sont en cours, l'Empire attaque avec à sa tête le nouveau Dragonnier. Les troupes de l'Empire ne ressentent plus la douleur car Galbatorix leur a jeté un sortilège ce qui cause beaucoup de pertes aux Vardens. Grâce à l'aide des elfes, Eragon et Saphira réussissent à repousser Murtagh. 
Eragon célèbre le mariage de Roran, et leur offre des bagues permettant de toujours savoir où est l'autre, et de les appeler lui ou Saphira s'ils sont en danger et Nasuada donne des pierres précieuses pour la dot de Katrina. Eragon doit ensuite partir seul pour la cité des nains dans les Montagnes des Beors afin de participer à l'élection du nouveau roi des nains qui doit si possible être favorable à la cause Varden, pour que l'armée des nains se joigne aux Vardens. Saphira le rejoint après l'élection pour reconstituer Isidar Mithrim (l'Etoile de Saphir) la gemme brisée en mille morceaux vers la fin de la bataille de Fartent Dûr que la dragonne reconstitue grâce à la magie. Finalement et au prix d'une tentative d'assassinat sur le Dragonnier, Orik est élu 43e roi des nains, et Eragon et Saphira partent au Du Weldenvarden pour finaliser leur apprentissage et si possible pour qu'Eragon ait une autre épée de Dragonnier bien que le temps leur soit compté. Une fois arrivé, Oromis leur explique l'extraordinaire puissance de Galbatorix qui réside dans la possession de nombreux "cœurs des cœurs" de dragon (autrement appelé Eldunarí). Eragon apprend le déplacement instantané des objets. Oromis lui révèle également certaines choses concernant ses origines: il n'est pas en réalité le fils de Morzan comme le lui avait révélé à tort Murtagh, mais le fils de Brom. Après, à la suite de la prédiction de Solembum (le chat-garou), il trouve le métal spécial nécessaire à la construction de l'épée d'un Dragonnier: le vif-acier, caché sous l'arbre Menoa (l'arbre Menoa est en fait une elfe qui s'est transformée en arbre) dans la forêt. Eragon et Saphira cherchent le vif-acier comme le leur avait dit Solembul mais sans succès. Ils essayent de rentrer en contact avec l'arbre mais ils n'ont senti qu'une faible conscience. Saphira s'acharne sur l'arbre en infligeant des coups de griffes et en crachant du feu. Le vent commence à être de plus en plus puissant et les autres arbres de la forêt regardent Eragon et Saphira d'un air énervé. L'arbre Menoa entre en contact avec le Dragonnier et la dragonne et d'un air furieux leur demande pourquoi ils agissent ainsi. Saphira lui répond qu'elle a agi ainsi car il ne leur a pas répondu. Ils demandent où se trouve le vif-acier pour forger une épée de Dragonnier,  et l'arbre Menoa leur donne. Puis Saphira demande si elle peut soigner les dégâts qu'elle a causés mais l'arbre lui répond que non. Eragon forge l'épée à l'aide de Rhunön qui est la forgeronne des elfes (à travers lui par la pensée) qui prend possession de son corps, la fabrication de l'épée prend toute la nuit, puis il la nomme Brisingr (qui signifie : feu en ancien langage) mais lorsqu'il prononce son nom, la magie s'active sur l'épée et elle prend feu, sans bien sûr l'abîmer car Rhunön a jeté un sort sur l'épée qui l'immunise du feu.
Juste avant qu'Eragon reparte chez les Vardens, Oromis donne un artefact magique très puissant à Eragon et Saphira, ce qui augmente leur puissance et leur permet d'avoir une connexion avec l'elfe où qu'ils soient. Il s'agit de l'Eldunarí de Glaedr. Ils apprennent que les "Eldunari" sont le dernier refuge des Dragons et apprennent que Galbatorix collectionne ces pièces et ainsi grâce à eux, prend la force et le savoir des dragons disparus. Oromis dit qu'il va également partir combattre aux côtés des elfes, parce que cela ne sert plus à rien d'attendre au Du Weldenvarden un nouvel élève dragonnier. Alors qu'Eragon revient chez les Vardens, le siège de Feinster a commencé et Eragon y prend part. Tout va bien jusqu'au moment où trois mages à la solde de Galbatorix veulent invoquer un Ombre. Eragon et Arya essayent de les en empêcher mais ils n'y arrivent pas. Puis à force de Magie, Eragon et Arya arrivent à tuer les mages les uns après les autres, malgré cela un Ombre né, et avec l'aide d'Eragon Arya arrive à tuer la créature, Arya devenant la quatrième créature à tuer un Ombre. Elle devient alors elle aussi "Une Tueuse d'Ombre". Eragon apprend  grâce à l'Eldunarì de Glaedr la mort d'Oromis et celle, physique, de Glaedr (qui reste ensuite piégé dans son Eldunarí), tués à Gil'ead par Galbatorix à travers Murtagh. Les Vardens prennent Feinster et s'apprêtent à prendre Belatona puis Dras-Leona et enfin Urû'Baen, la capitale où Galbatorix est caché, tandis que les elfes avancent par le nord et ont pris Ceunon et Gil'ead et s'apprêtent à marcher sur Bullridge avant de rejoindre les Vardens à Uru'baen pour la grande bataille entre Galbatorix et Eragon.

## Éditions
- Édition grand format : Bayard Jeunesse, paru en grand format le 12 mars 2009  (ISBN 978-2-7470-1456-4)
- Édition format de poche: Bayard Jeunesse, paru en poche le 24 mars 2011  (ISBN 978-2-7470-2961-2)